# 1951年のメジャーリーグベースボール
以下は、メジャーリーグベースボール（MLB）における1951年のできごとを記す。
1951年4月16日に開幕し10月10日に全日程を終え、ナショナルリーグはニューヨーク・ジャイアンツが14年ぶり16度目のリーグ優勝し、アメリカンリーグはニューヨーク・ヤンキースが3年連続17度目のリーグ優勝であった。
ワールドシリーズはニューヨーク・ヤンキースがニューヨーク・ジャイアンツを4勝2敗で破り、3年連続14度目のシリーズ制覇となった。
1950年のメジャーリーグベースボール - 1951年のメジャーリーグベースボール - 1952年のメジャーリーグベースボール

## できごと
ナショナルリーグは、8月11日に首位ドジャースに13.5ゲーム差を付けられていたジャイアンツが、8月12日から16連勝して5ゲーム差に迫り、8月末にいったん7ゲーム差広がったが9月1日から再び猛然と追い込んで、8月12日以降は39勝8敗の成績を収めて最終日の9月30日に96勝58敗でドジャースと並んだ。そしてプレーオフ3試合制で優勝決定戦が行われ、1勝1敗後のポロ・グラウンズでの第3戦で9回裏にボビー・トムソンが逆転サヨナラ3ラン本塁打を打ち、「世界中を駆け巡ったホームラン」と後に呼ばれる劇的な幕切れでニューヨーク・ジャイアンツがリーグ優勝した。この年にウイリー・メイズがデビューし打率.274・本塁打20本・打点68で新人王に選ばれた。ジャイアンツ監督はレオ・ドローチャー（元ドジャース）、ドジャース監督はチャック・ドレッセンであった。そしてドジャースのロイ・キャンパネラ捕手が打率.325・打点108・本塁打33本で初のリーグMVPに輝いた。これは1949年のジャッキー・ロビンソンに続いて黒人としては2人目で、キャンパネラは1953年と1955年にもリーグMVPに選ばれている。
一方アメリカンリーグは、ヤンキースが順当に3年連続優勝となった。アリー・レイノルズ、エド・ロパット、ビック・ラスキの投手陣が強力で、ホワイティ・フォードはこの年から翌1952年まで兵役に就き朝鮮戦争に従軍した。そしてレイノルズ投手はこの年にノーヒット・ノーランを2回達成し、ヨギ・ベラ捕手が打率.294・打点88・本塁打27本でリーグMVPに選ばれ、ヤンキースの至宝ジョー・ディマジオがこの年限りで引退した。その後継者としてミッキー・マントル右翼手がメジャーリーグにデビューした。しかしこの年のリーグ新人王は打率.267・本塁打13本・打点65のマントルでなく、同じくマイナーからヤンキースに上がってきたギル・マクドガゥルド二塁手が打率.304・本塁打14本でリーグ新人王に輝いた。マクドゥガルドは以降10年間ヤンキースに在籍してタイトルには縁がなかったが二塁・三塁・遊撃をこなす万能内野手としてリーグ優勝9回・シリーズ制覇5回に貢献し、ヤンキース一筋に1960年限りで引退した。
そしてワールドシリーズは1勝2敗からヤンキースが3連勝して、シリーズ3連覇となった。投手トリオはそれぞれ2度先発してレイノルズとラスキが1勝し、ロパットが2勝している。ルーキーは明暗を分けて新人王となったマクドゥガルドが第5戦で満塁本塁打を打って活躍し、マントルは故障に泣いた。
- モンテ・アーヴィン
  - ニューヨーク・ジャイアンツのモンテ・アーヴィンは、1937年から1948年まで途中で3年間、兵役に就いたこともあったがニグロリーグで外野手としてプレーしていた。この間にドジャースのブランチ・リッキーから1945年に誘われたが、アービンは断っている。1949年にジャイアンツに入団し、そしてこの年に打率.312・打点112・本塁打24本で、打点王に輝くとともにチームのリーグ優勝に貢献した。そしてワールドシリーズの第1戦の1回表にアービンは23年ぶりに本盗を成功させて、いきなり4安打を打つなど大活躍をした。翌年は春のオープン戦で足首を骨折したが、次の年に復帰し1954年のリーグ優勝にも貢献した（1973年殿堂入り）。

### ディマジオの引退とマントルの登場
ジョー・ディマジオがこの年限りで引退した。1,736試合に出場して通算打率.325・打点1,537・本塁打361本の記録を残した。三冠王に二度輝き4割打者となったテッド・ウイリアムズに比べると成績は劣るが、1941年の56試合連続安打の樹立はもう2度と破られない記録として球史に燦然と輝き、ワールドシリーズ出場10回でシリーズ制覇9回の実績を残して自身は8本の本塁打を打っている。首位打者2回、打点王2回、本塁打王2回、リーグMVP3回。1955年に殿堂入りした。
そのジョー・ディマジオの引退と同時にヤンキースの主砲の後継者としてオクラホマ生れのミッキー・マントルがメジャーリーグに登場した。前年にＣ級マイナーリーグのジョブリンで打率.383・打点136・本塁打26本の好成績を収めた19歳のマントルは守備が遊撃であったが、この年の春季キャンプに呼ばれて、戦前から戦後にかけてビル・ディッキー捕手やジョー・ディマジオらとともにヤンキースの主軸でありこの年からコーチになったトミー・ヘンリック外野手の指導を受けて内野から外野にコンバートされることになった。そしてステンゲル監督はマントルを開幕からいきなり1番ライトで起用した。前年のマイナーリーグは当時でいうＣ級でそこからＢ級・Ａ級・AA級・AAA級を5階級特進してメジャーデビューであった。しかし「ディマジオの後継者」としてのプレッシャーに押しつぶされて大スランプに陥り、ステンゲルはAAA級のアメリカンアソシェーションのカンサスシティ球団に降格させた。ここの監督はベーブ・ルースの後を守り1936年からヤンキース4連覇に貢献したジョージ・セルカークであった。そしてカンザスシテイでの最初の試合でマントルはいきなりドラッグバントで内野安打で出塁した。マントルは長打力がある一方で足が速く、デビュー当時は球界随一の快足と言われ、後に打って一塁までの到達速度は3秒1でメジャーリーグでは最高記録を持っていた。しかし、これを見たジョージ・セルカーク監督は戻ってきたマントルを叱責し「いいかミッキー、お前はバントをするためにここへ来たのではない。ヤンキースはお前に選球眼と自信を取り戻すためにここへ送り込んだんだ。どでかい当たりを俺の前で見せてみろ」と怒鳴った。戦前にゲーリッグやディマジオとともに黄金時代に貢献したセルカークは、マントルに次のヤンキースの時代を背負う大打者に期待していた。しかし、その後もノーヒットが続き野球に対する情熱を失いかけたマントルを、父のマット・マントルが訪ねてきて「お前がそれほどに根性がないなら、オクラホマに帰れ。そして俺のように一生炭鉱夫で安い賃金で働くのだ。それでもいいのか」と一喝した。ファンであったタイガースの強打者ミッキー・カクレーンの名から息子にミッキーと名付け、小さいころから野球の英才教育をして左右どちらも打てる希代のスイッチヒッターに育て、かつ打球を遠くに飛ばすことにかけては抜きんでた力を持ち、そして俊足の持ち主だった息子を叱咤激励して、ミッキーはやがて調子を取り戻した。彼が左右どちらも打てる打者であることは、ステンゲル監督がこの時期のヤンキースで採用したツープラトーンシステム(右投げ投手には左打者を揃え、左投げ投手には右打者を揃える先発打線を組むこと)ではどちらでも常時出場することとなり、後に計測できる本塁打記録においてメジャーリーグ最長距離の本塁打を打つこととなった。しかしこれほど類い稀な素質に恵まれた打者でありながら、この年の初めて出場したワールドシリーズの第2戦で、後にライバルとなるウィリー・メイズが打った打球を追って転倒して右ヒザを骨折し、これがミッキー・マントルの野球人生で満身創痍になって引退するまでずっと彼を苦しめる故障との長い闘いの始まりとなった。

### ウィリー・メイズ
そのマントルとほぼ同じ期間メジャーリーグで活躍した黒人選手がウィリー・メイズであった。1931年にアラバマ州ウェストフィールドに生まれ、ニグロリーグからメジャーリーグのジャイアンツと契約して、1951年にAAA級のミネアポリス・ミラーズで35試合に出場して打率.477を記録し、5月25日にメジャーリーグにデビューした。彼もマントルと同じようにデビュー直後に22打席ノーヒットで、自信を失いかけた。その時のジャイアンツ監督のレオ・ドローチャーにマイナーリーグに戻りたいと懇願すると「ウイリー、君が打てなくてもチームは勝っているではないか。例えシーズン終了まで君が打てなくても、センターは君のポジションだよ」と言われて、リラックスしてその後は打てるようになった。この年はジャッキー・ロビンソンに続いて新人王を獲得し、翌年のシーズンが開始してから朝鮮戦争に従軍するため兵役に就き、1954年に球界に復帰する。後に首位打者1回、本塁打王4回、盗塁王4回を獲得して、通算本塁打660本を打った。

### ボブ・フェラー
インディアンスのボブ・フェラーが4年ぶりに最多勝(22勝)のタイトルに輝いた。この受賞は6回目でピート・アレクサンダーと並ぶ当時のメジャーリーグ記録であった。その後にウォーレン・スパーン(8回)に抜かれるが史上2位タイの記録として残っている。この後は20勝には達せず次第に力が落ちていったが、1950年代にボブ・レモン、アーリー・ウィン、マイク・ガルシアと共に「ザ・ビッグ・フォー」と呼ばれて、1954年には13勝を挙げてワールドシリーズに出場したが出場機会は無かった。1942年から兵役に就いて従軍し1945年の半ばまでの3年半のブランクがあり、通算266勝で終わって300勝に達しなかったことが惜しまれる。

### 代打エディ・ゲーデル
クリーブランド・インディアンスのオーナーであったビル・ベックはこの頃にはセントルイス・ブラウンズのオーナーであった。父がシカゴ・カブスの球団社長だったので、子どもの頃から野球選手が家によく来て、ジョン・マグローもシカゴに来るたびにベック家を訪ねていたという。父が1933年に亡くなるとベックは大学を中退してシカゴ・カブスの球団職員となり、球場で売り子もしていた。この時に直接観客の生の声を聴いたことが後年大いに役立ったと言われる。リグレー・フィールド名物の外野フェンスの蔦は彼のアイデアであった。その後にマイナーリーグの球団経営者となり、「豚のプレゼント」「花火大会」「球場結婚式」「早朝試合」などのアイデアを次々と実行した、戦後はインディアンスのオーナーとなり、ロビンソンに続いて黒人のラリー・ドビーをアメリカンリーグ最初の黒人選手として採用し、そして42歳になっていたサッチェル・ペイジと契約して入団させて、インディアンスの観客動員数の最多記録を作り、そしてこの年にセントルイス・ブラウンズのオーナーになると早速ニグロリーグに戻っていたサッチェル・ペイジを呼び寄せていた。しかしブラウンズはカージナルスに比べると不人気で観客動員数が低く、さまざまな振興策を考えねばならなかった。そこでふと思い出したのは、昔、父をよく訪ねていたニューヨーク・ジャイアンツのジョン・マグロー監督がかつてエディ・マロー選手を使っていたことだった。このチビの選手は身長が低いのでよく四球を選んでいたのだった。そこで秘密裡にこうした選手を探し始めた。
そしてこの年8月18日、セントルイスのスポーツマンズパークでのブラウンズ対タイガース戦のダブルヘッダー第1試合の1回裏、ブラウンズのザック・テイラー監督は先頭打者ソーシアが打席に就くことなく代打を球審エド・ハーリーに告げた。『一番ソーシアに代わり、代打エディ・ゲーデル、背番号８分の１』。エディー・ゲーデルと紹介を受けて出てきた選手は背番号1/8を付けた身長1ｍ2センチ、体重30キロで小さく小学1年生並みの身体の大きさであった。持って出たバットはどう見ても玩具のバット。ハーリー主審はテイラー監督のところに行き「おいザック。何を企んでいるんだ？　冗談はよせ。」と言うと監督はゲーデルの選手契約書・リーグ選手登録許可書・当日の参加選手登録書を見せて全てゲーデルの名前が入っていることを主張した。主審は渋々引き下がりプレーを宣告した。
ゲーデルはベックが教えたようにバットを横にして寝かせるような構え方をするとタイガースのボブ・スイフト捕手は仕方なく両膝を地面に着けて精一杯低く構えた。この時の規定に定められた正規のストライクゾーンは上下1インチ半(約3.8センチ)でしかなかった。そしてタイガースのボッブ・ケイン投手は本気でストライクを取りにボブ・スイフト捕手のミットに目がけて投げたが2球とも入らず、諦めてスローボールを投げてみたが、これも入らず、結局ストレートの四球ということになった。ストライクなど投げられるものではなかった。直後に代走が送られてゲーデルは退いた。この間1万8,000人の観客は一幕の喜劇に笑い転げていた。そして翌日の新聞は「ベックの奇策成功」とあったが、アメリカンリーグ事務局から神聖な野球を愚弄するものとして警告状が届いた。そしてフォード・フリックとウィル・ハリッジの両リーグ会長はビル・ベックを批判した。
この奇想天外な作戦は1回限りで終わったが、ゲーデルは100ドルの報酬を手にして有名人になった。そして10年後の1961年6月18日に不慮の死を遂げ、その時にニューヨーク・タイムズは一面に追悼記事を掲載し、それを見てビル・ベックは「彼の名が不滅のものになった」と述べ、この時の対戦相手であったボップ・ケイン投手はエディー・ゲーデルの葬儀に参列した。彼の名前はメジャーリーグの記録に生涯通算1打席1四球として残った。

### チャンドラーの辞任
ランディス判事の死去に伴って、第2代目のコミッショナーに就任したハッピー・チャンドラーがこの年7月15日に引退を表明し、任期満了の1年前にその職を辞することになった。コミッショナーに就任してすぐにメキシコリーグ事件で手腕を発揮しランディスに劣らぬ厳しさで臨み、ジャッキー・ロビンソンの入団に際しても強い姿勢を貫いたが、オールスターゲームとワールドシリーズの放送権料の全額を選手の養老年金に組み入れるという彼の決定が他のオーナーの反発を買い、そして前年6月9日の日曜日にセントルイス・カージナルスがナイトゲームを予定していたが教会の行事に配慮したチャンドラーが異議を訴えて、翌日10日の月曜日に変更されたことで、カージナルスのオーナーであるフレッド・サイが年末12月のオーナー会議の席でチャンドラーの解任動議を出した。この動議は不発であったが、この動きから1952年の任期満了に伴う再任の見通しが立たなくなったことで、この年の3月のオーナー会議でチャンドラーはコミッショナーの信任動議を出した。ところが16球団のオーナーが出した投票結果はチャンドラーにノーというもので支持するのはわずか4球団であったと言われる。「私は選手の大部分、ファンや審判たちの後ろ盾を得ていたが、にもかかわらず解雇された」とその地位を去る最後の日にチャンドラーは語った。戦後に観客動員数が倍増して野球を大企業として莫大な収益を図ろうとするオーナーたちの野望の前にはコミッショナーは無力な存在になりつつあった。しかし観客動員数は1949年をピークに減り始めていた。

### フリック会長の第3代コミッショナー就任
チャンドラーの引退に伴い、9月20日に後任のコミッショナーにナショナルリーグ会長のフォード・フリックが選出された。この時の候補者には、戦後日本に赴任して帰国したダグラス・マッカーサー元帥、ペンシルベニア州立大学学長ミルトン・アイゼンハウアー（この翌年秋に米国大統領に当選したドワイト・D・アイゼンハウアー第34代大統領の実弟）、シンシナティ・レッズのオーナーのウオーレン・ジャイル（この直後にナショナルリーグ会長に就任）の名が上がっていた。フォード・フリックは10月16日に正式にコミッショナーに就任した。そして新コミッショナーの就任とほぼ時を同じくしてアメリカ合衆国連邦議会下院の「反トラスト小委員会」が野球機構について独占禁止法に違反する疑いがあるとして調査に入った。翌1952年にその調査報告が出された。

### 規則の改訂
- 首位打者及び最高長打率の有資格者は前年に「400打数以上」に変更されたが、この規定に追加されて、規定打数に満たない場合でも不足分を打数に加えて計算された打率がリーグ1位の場合は首位打者として認められることが追加された。
- 投手の最優秀防御率及び守備率1位の有資格者について、以前は「投球回数が100イニング以上或は完投数10試合以上」と規定されていたが、「試合数×1.0」を規定投球回数とすることに変更された。

### 記録
- ニューヨーク・ヤンキースのアーリー・レイノルズ投手はこの年7月12日の対インディアンス戦を1-0でノーヒットノーランで破った。そして9月28日の対レッドソックス戦を8-0で再びノーヒットノーランで下した。この同じシーズンで2回ノーヒットノーランを達成したのは、1938年6月にジョニー・ヴァンダー・ミーアが2試合連続でノーヒットノーランを達成して以来で史上2人目の記録である。この後に同一シーズンで2回達成したのは1952年のバージャル・トラクス（ターガース）、1973年のノーラン・ライアン（エンゼルス）がいる。
- クリーブランド・インディアンスのボブ・フェラー投手は、6月1日の対インディアンス戦で自身3度目のノーヒットノーランを達成した。フェラーは1940年と1946年にもノーヒットノーランを記録している。

## 最終成績

### レギュラーシーズン
| 順 | チーム                           | 勝利 | 敗戦 | 勝率 | G差  |
| -- | -------------------------------- | ---- | ---- | ---- | ---- |
| 1  | ニューヨーク・ヤンキース         | 98   | 56   | .636 | --   |
| 2  | クリーブランド・インディアンス   | 93   | 61   | .604 | 5.0  |
| 3  | ボストン・レッドソックス         | 87   | 67   | .565 | 11.0 |
| 4  | シカゴ・ホワイトソックス         | 81   | 73   | .526 | 17.0 |
| 5  | デトロイト・タイガース           | 73   | 81   | .474 | 25.0 |
| 6  | フィラデルフィア・アスレチックス | 70   | 84   | .455 | 28.0 |
| 7  | ワシントン・セネタース           | 62   | 92   | .403 | 36.0 |
| 8  | セントルイス・ブラウンズ         | 52   | 102  | .338 | 46.0 |

| 順 | チーム                       | 勝利 | 敗戦 | 勝率 | G差  |
| -- | ---------------------------- | ---- | ---- | ---- | ---- |
| 1  | ニューヨーク・ジャイアンツ   | 98   | 59   | .624 | --   |
| 2  | ブルックリン・ドジャース     | 97   | 60   | .618 | 1.0  |
| 3  | セントルイス・カージナルス   | 81   | 73   | .526 | 15.5 |
| 4  | ボストン・ブレーブス         | 76   | 78   | .494 | 20.5 |
| 5  | フィラデルフィア・フィリーズ | 73   | 81   | .474 | 23.5 |
| 6  | シンシナティ・レッズ         | 68   | 86   | .442 | 28.5 |
| 7  | ピッツバーグ・パイレーツ     | 64   | 90   | .416 | 32.5 |
| 8  | シカゴ・カブス               | 62   | 92   | .403 | 33.5 |

- ナショナルリーグはレギュラーシーズン終了時点で1位2位が並んだため、3回戦制のプレイオフが行われた。

### オールスターゲーム
- アメリカンリーグ 3 - 8 ナショナルリーグ

### ワールドシリーズ
- ヤンキース 4 - 2 ジャイアンツ

| 10/4 –  | ジャイアンツ | 5  | - | 1 |  | ヤンキース   |
| 10/5 –  | ジャイアンツ | 1  | - | 3 |  | ヤンキース   |
| 10/6 –  | ヤンキース   | 2  | - | 6 |  | ジャイアンツ |
| 10/8 –  | ヤンキース   | 6  | - | 2 |  | ジャイアンツ |
| 10/9 –  | ヤンキース   | 13 | - | 1 |  | ジャイアンツ |
| 10/10 – | ジャイアンツ | 3  | - | 4 |  | ヤンキース   |

## 個人タイトル

### アメリカンリーグ
| 項目   | 選手                       | 記録 |
| ------ | -------------------------- | ---- |
| 打率   | フェリス・フェイン (PHA)   | .344 |
| 本塁打 | ガス・ザーニアル (CWS/PHA) | 33   |
| 打点   | ガス・ザーニアル (CWS/PHA) | 129  |
| 得点   | テッド・ディマジオ (BOS)   | 113  |
| 安打   | ジョージ・ケル (DET)       | 191  |
| 盗塁   | ミニー・ミノーソ (CLE/CWS) | 31   |

| 項目   | 選手                       | 記録 |
| ------ | -------------------------- | ---- |
| 勝利   | ボブ・フェラー (CLE)       | 22   |
| 敗戦   | テッド・グレイ (DET)       | 14   |
| 敗戦   | アレックス・ケルナー (PHA) | 14   |
| 敗戦   | ボブ・レモン (CLE)         | 14   |
| 敗戦   | ビリー・ピアース (CWS)     | 14   |
| 敗戦   | ドウェイン・ピレット (SLA) | 14   |
| 敗戦   | ディジー・トラウト (DET)   | 14   |
| 防御率 | サウル・ロゴビン (DET/CWS) | 2.78 |
| 奪三振 | ビック・ラスチー (NYY)     | 164  |
| 投球回 | アーリー・ウィン (CLE)     | 274⅓ |
| セーブ | エリス・カインダー (BOS)   | 14   |

### ナショナルリーグ
| 項目   | 選手                         | 記録 |
| ------ | ---------------------------- | ---- |
| 打率   | スタン・ミュージアル (STL)   | .355 |
| 本塁打 | ラルフ・カイナー (PIT)       | 42   |
| 打点   | モンテ・アーヴィン (NYG)     | 121  |
| 得点   | ラルフ・カイナー (PIT)       | 124  |
| 得点   | スタン・ミュージアル (STL)   | 124  |
| 安打   | リッチー・アシュバーン (PHI) | 221  |
| 盗塁   | サム・ジェスロー (BSN)       | 35   |

| 項目   | 選手                               | 記録 |
| ------ | ---------------------------------- | ---- |
| 勝利   | ラリー・ヤンセン (NYG)             | 23   |
| 勝利   | サル・マグリー (NYG)               | 23   |
| 敗戦   | ポール・ミナー (CHC)               | 17   |
| 敗戦   | ケン・ラフェンスバーガー (CIN)     | 17   |
| 敗戦   | ウィリー・ラムスデル (CIN)         | 17   |
| 防御率 | チェット・ニコルズ・ジュニア (BSN) | 2.88 |
| 奪三振 | ドン・ニューカム (BRO)             | 164  |
| 奪三振 | ウォーレン・スパーン (BSN)         | 164  |
| 投球回 | ロビン・ロバーツ (PHI)             | 315  |
| セーブ | テッド・ウィルクス (STL/PIT)       | 13   |

## 表彰

### 全米野球記者協会（BBWAA）表彰
シーズンMVP
- アメリカンリーグ ： ヨギ・ベラ （NYY）
- ナショナルリーグ ： ロイ・キャンパネラ （BRO）

最優秀新人賞
- アメリカンリーグ ： ギル・マクドゥガルド （NYY）
- ナショナルリーグ ： ウィリー・メイズ （NYG）

### その他表彰
ベーブ・ルース賞
- フィル・リズート (NYY)

### アメリカ野球殿堂入り表彰者
BBWAA投票
- ジミー・フォックス
- メル・オット